# Symfonie nr. 13 (Holmboe)
Vagn Holmboe voltooide zijn Symfonie nr. 13 in 1994.
Holmboe vond dat er eigenlijk geen goede symfonie meer geschreven kon worden na de genrewerken van Carl Nielsen. Zelf hield hij zich daar niet aan; hij zou er veertien componeren. Deze Symfonie nr. 13 is de laatste in de reeks; tussen nummers 8 en negen schreef hij een ongenummerde symfonie.
De symfonie nr. 13 is een uitvloeisel van de opnamen van Holmboes symfonisch repertoire door platenlabel Bis Records. Gedurende dat traject vroeg de dirigent van dienst Owain Arwel Hughes in januari 1993 de componist om een nieuwe symfonie. Holmboe werd geplaagd door ouderdomsziektes en kon het werk pas in 1994 voltooien. De opnamen en première vonden nog net tijdens zijn leven plaats, voordat hij in september 1996 overleed. Hij droeg deze symfonie op aan de dirigent. Hij overwoog de symfonie nog een ondertitel te geven: Sarajevo, dat het in die periode zwaar te verduren kreeg tijdens de Bosnische Burgeroorlog. Hij zag er later van af.   
De symfonie bestaat uit drie delen, alle drie gespeeld in snelle tempi:
- deel 1: Allegro assai – con moto – a tempo
- deel 2: Allegro moderato – animato – calmo – tempo I
- deel 3: Allegro con brio – calmo – piu mosso – tempo I

De hoofdmotieven van deze symfonie zijn niet te missen; ze worden door de vier hoornisten unisono over het orkest geblazen vlak na een korte introductie. Deel twee kent ook een introductie, waarna een scherzoachtig deel volgt meest in 3/4maat; het eindigt in een dissonant in de hoornpartij. De finale laat de hoornmotieven weer horen; de symfonie sterft aan het slot langzaam weg. De symfonie ligt op de rand tussen ernst en vrolijkheid, aldus de karakterisering in het boekwerkje van Bis Records (catalogusnummer 728). Het werk kent spaarzame ogenblikken van kalmte, zoals bij een solo voor de cello en de slotmaat; hierin speelt alleen een eenzame fluitist. In periode van relatieve rust combineert de componist de klanken van een vibrafoon met houtblazers.
Het werk ging in première op 1 maart 1996; het Deens Radio Symfonieorkest speelde het toen onder leiding van Owain Arwel Hughes in Kopenhagen. De opnamen hadden al op 16 januari 1996 plaatsgevonden door genoemde dirigent met het Aarhus Symfoniorkester. The Guardian recenseerde het werk als zeer vrolijk voor iemand van vijfentachtig jaar en ziek.
Orkestratie
- 3 dwarsfluiten (III ook piccolo), 2 hobo’s, 1 althobo, 2 klarinetten, 1 basklarinet, 2 fagotten, 1 contrafagot
- 4 hoorns, 3 trompet, 3 trombones, 1 1 tuba
- pauken, 1 man/vrouw percussie, harp
- violen, altviolen, celli,  contrabassen

Na dit zouden nog slechts een handvol werkjes, al dan niet voltooid, volgen.   
Symfonie nr. 1 · nr. 2 · nr. 3 · nr. 4 · nr. 5 · nr. 6 · nr. 7 · nr. 8 · Sinfonia in memoriam · nr. 9 · nr. 10 · nr. 11 · nr. 12 · nr. 13 ·